# Mažieji Mostaičiai
Mažieji Mostaičiai – wieś na Litwie, w okręgu telszańskim, w rejonie płungiańskim. Według danych z 2011 liczba mieszkańców wsi wynosi 43.